# Afrarchaea harveyi
Afrarchaea harveyi är en spindelart som beskrevs av Leon N. Lotz 2003. Afrarchaea harveyi ingår i släktet Afrarchaea och familjen Archaeidae. Inga underarter finns listade i Catalogue of Life.